# 10P/Tempel
La cometa Tempel 2, formalmente 10P/Tempel, è una cometa periodica del Sistema solare, appartenente alla famiglia delle comete gioviane , scoperta il 4 luglio 1873 da Ernst Tempel dall'Osservatorio astronomico di Brera.
L'orbita percorsa dalla cometa è molto stabile e la rende un ottimo candidato per missioni esplorative in loco per mezzo di sonde spaziali.
Nel 1983 il telescopio spaziale IRAS ha osservato una grande coda di polveri associata alla cometa.